# شوغر غروف (إلينوي)
شوغر غروف (بالإنجليزية: Sugar Grove)‏ هي معلم جغرافي تقع في الولايات المتحدة في مقاطعة كين، إلينوي. يقدر عدد سكانها بـ 8,997 نسمة .

## الموقع الجغرافي
الموقع الجغرافي للمناطق المحيطة بهذه النقطة هو كالتالي: